# Американский фигуративный экспрессионизм

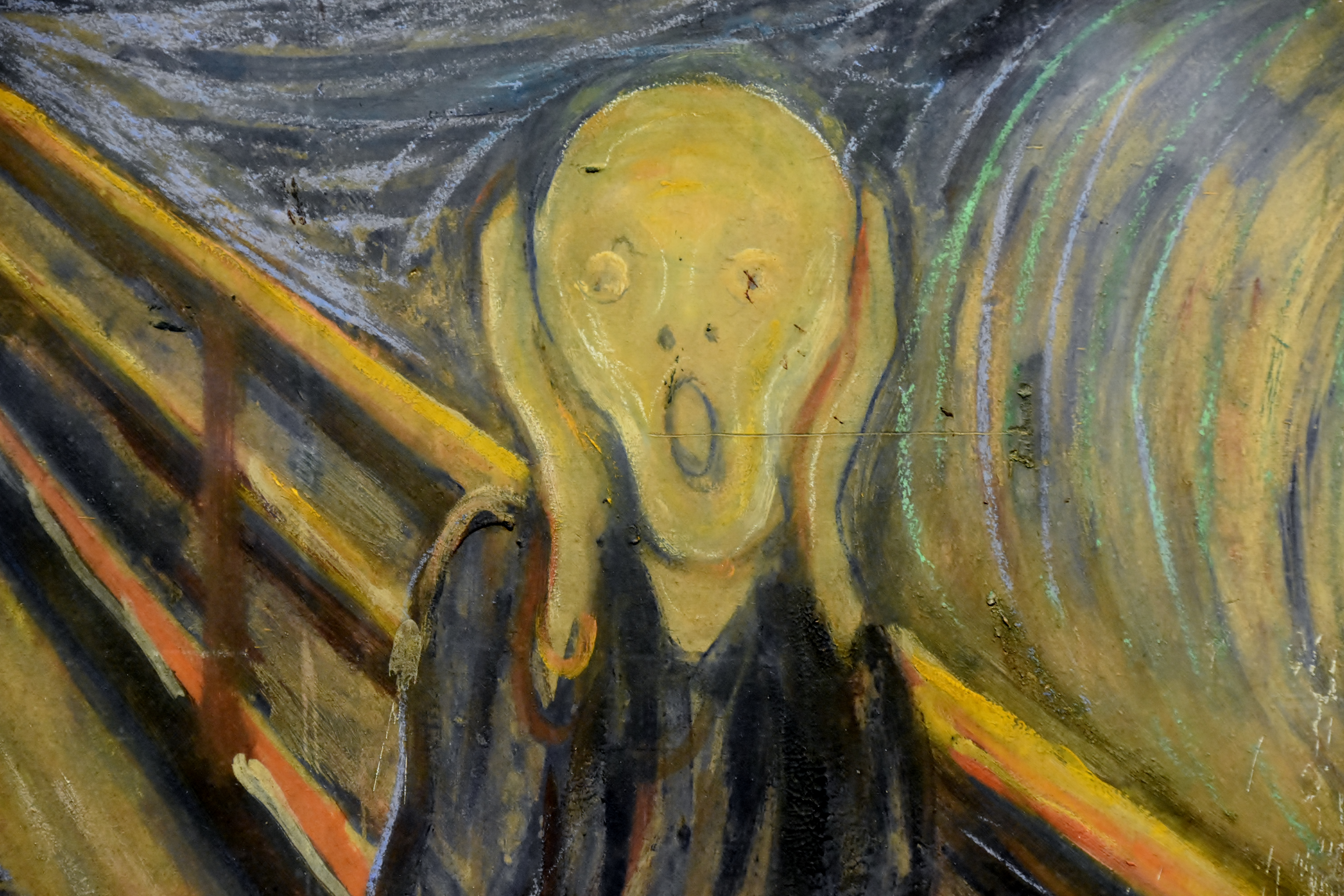
Эдвард Мунк, Крик, картон, масло, темпера, пастель, 1893, Национальная галерея, Осло.

Американский фигуративный экспрессионизм (англ. American Figurative Expressionism) — движение изобразительного искусства XX века, которое впервые зародилось в Бостоне, а затем распространилось по всей территории Соединенных Штатов Америки. Искусствоведы и критики экспрессионизма, часто затрудняются дать чёткое определение арт-движению. Однако, одно из определении классифицирует движение как гуманистическую философию, поскольку оно ориентировано на человека и рационалистично. Формальный подход к обращению с краской и пространством также часто считается определяющей чертой, так как является радикальной, а не реакционной приверженностью фигуре.
Термин «фигуративный экспрессионизм» возник как противопоставление абстрактному экспрессионизму. Подобно немецкому экспрессионизму, американское движение решает проблемы, лежащие в основе экспрессионистской чувствительности, такие как личная и групповая идентичность в современном мире, роль художника как свидетеля таких проблем, как насилие и коррупция, и природа творческого процесса и его последствия. Эти факторы говорят о сильной ассоциации движения с эмоциональным выражением внутреннего видения художника, с помощью решительных мазков и смелого выбора цветов в таких картинах, как «Звездная ночь» Винсента Ван Гога и «Крик» Эдварда Мунка. Они также говорят об отказе от внешнего реализма импрессионизма и предполагают влияние символизма, которое видит смысл в линии, форме, форме и цвете.

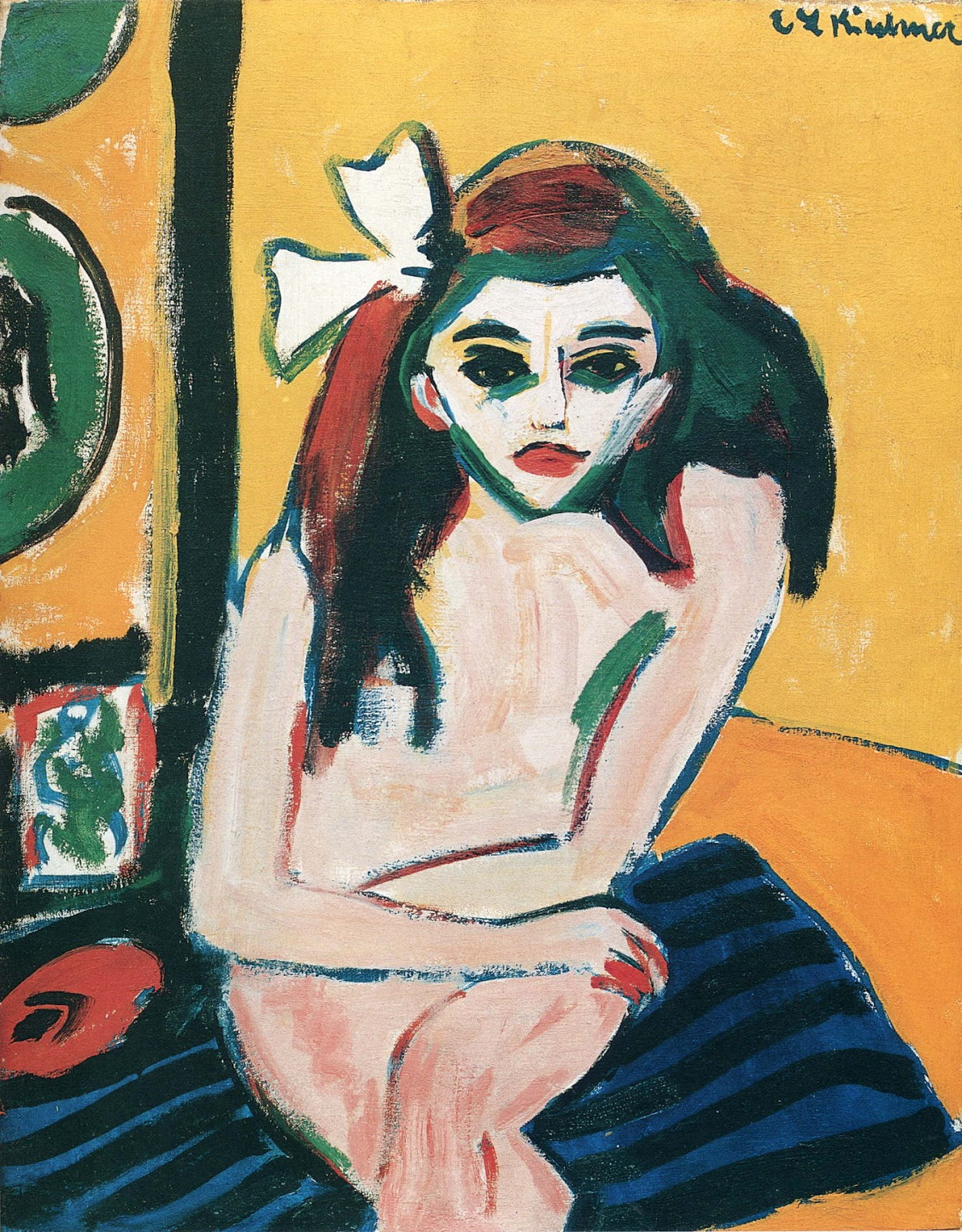
Эрнст Кирхнер, Марселла, холст, масло, 1909—1910, Moderna Museet Stockholm, NM 6072.

## История

### Европейские корни
Экспрессионистское движение зародилось у художников начала XX-го века: Джеймса Энсора, Эдварда Мунка и Винсента Ван Гога. В то же время французские, немецкие и русско-германские группы, работавшие в период с 1905 по 1920 годы, способствовали его развитию. Французская группа, концентрировавшаяся на живописных аспектах своей работы, в частности на цвете, получила название фовисты («дикие звери»), а Анри Матисс считается одним из идеологических лидеров. Основанная в Дрездене группа была известна как арт-группа Мост, которая стремилась «соединить» прошлое. Самоучки арт-группы Мост, как и фовисты, проявляли большой интерес к примитивизму, но их выбор цветовой палитры был менее естественным, чем у французов, а их городские пейзажи более контурными. Их произведения также иногда было сексуальными, в духе отчуждения, которое они выражали в гравюре на дереве и скульптуре. В последнюю группу, Синий всадник, базировавшуюся в Мюнхене, входили преимущественно русские художники, включая Василия Кандинского. Произведения этой группы были значительно более абстрактными, отвергшие реалистичный подход картины Кандинского «Синий всадник», которая и дала группе её название.

### США
Бостонские истоки американского движения можно найти в «волне немецких и европейско-еврейских иммигрантов» в 1930-х годах и их «близостью к современному немецкому образу фигуративной живописи … у таких художников, как Отто Дикс (1891—1969), Эрнст Кирхнер (1880—1938), Оскар Кокошка (1886—1980) и Эмиль Нольде (1867—1956), как по стилю, так и по предмету», пишет искусствовед Адам Цукер. Называя гуманизм определяющим идеалом американского движения, Цукер говорит, что оно «во многом было вызвано политическими и/или социальными проблемами и конфликтами», как и многие "искусства середины 20-го века, включая Дадаизм, сюрреализм, социальный реализм, занимал позицию против войны или войн, как на холсте, так и за его пределами.
Многие бостонские художники имели связи со Школой Музея изящных искусств в Бостоне или галереей Бориса Мирски, где такие художники, как Карл Цербе (1903—1972), Хайман Блум (1913—2009), Джек Левин (1915—2010), Дэвид Аронсон (род. 1923) учились, преподавали, выставлялись и в конечном итоге превратились в активистов после «открытого оспаривания заявления Бостонского института современного искусства озаглавленного „Современное искусство“ и американское общество». Будучи обеспокоены тем, что бостонские музеи, тесно связанные с браминами, никогда не поддержат их, то в борьбе за свои права, они основали «Общество равенства художников Новой Англии» и организовали Бостонский фестиваль искусств, чтобы сделать искусство более демократичным.
Их текущие работы и модернистские диалоги представляли искусство "как повествование, которое разворачивалось посредством включения фигур и пейзажей в аллегории, взятые из традиционных или воображаемых предметов, подпитываемых опытом и внутренним миром художников. Их темы были склонны к "сценам и образам, в которых они выражали глубокие эмоции, ужас и фантазии в значительной степени иносказательно. Высокодуховные и фантастические сцены были, таким образом, обычным явлением, и изображения возвышенных религиозных проявлений, политической сатиры и трактовки темы человеческой смертности … все способствовали прогрессу фигуративной живописи и меняющемуся определению современного гуманистического искусства ".

## Бостонский фигуративный экспрессионизм
Историк искусства Джудит Бибиндер установила, что Бостонский фигуративный экспрессионизм является неотъемлемой частью американского модернизма: «[Это] выражало беспокойство современной эпохи с особым акцентом города». Ранние члены Бостонской экспрессионистской группы были иммигрантами или детьми иммигрантов из Центральной и Восточной Европы. Многие были евреями, а некоторые имели германское происхождение.
Так, немецкие экспрессионисты, такие как Макс Бекман, Георг Гросс и Оскар Кокошка, оказали сильное влияние на бостонских художников, как и художник немецкого происхождения Карл Цербе, который преподавал в Школе Музея изящных искусств в Бостоне, одной из двух осей, имеющих центральное значение для формирование бостонского экспрессионизма наряду с модернистской галереей Бориса Мирского. В 1930-х годах, в начале своего развития, движение привлекло лишь небольшое количество сторонников, и в этот период многие немецкие эмигранты, критики и учёные также пытались отрицать все связи с художественными движениями, связанными каким-либо образом с Германией. Но к 1940-м годам Хайман Блум и Джек Левин, которые оба начинали как художники управления общественных работ, были замечены критиками и общественностью. В 2006 году директор музея искусств Данфорта Кэтрин Френч сказала: «Был период, около шести месяцев, когда Хайман Блум был самым важным художником в мире, и, возможно, период около пяти лет, когда он был самым важным художником в Америке.» Журнал Time отметил продажу картины Блума, а ньюйоркцы Джексон Поллок и Виллем де Кунинг. назвали его «первым абстрактным экспрессионистом». Вернувшись в Бостон, он позже стал считался одним из пионеров бостонского экспрессионизма, движения, которое процветало в течение 1950-х годов и, по некоторому мнению, влиятельно и сегодня.
| Дэвид Аронсон (1923-)                  | Уильям Харш            | Артур Полонский (1925—2019) | Карл Цербе (1903—1972) |
| Хайман Блум (1913—2009)                | Сюзанна Ходес          | Джойс Реопель (1933—2019)   | Гарольд Циммерман      |
| Бернар Чэт (1924—2012)                 | Джон Имбер (1950—2014) | Барбара Свон (1922-)        |                        |
| Халиль Джебран (скульптор) (1922—2008) | Рид Кей                | Лоис Тарлоу                 |                        |
| Филипп Густон (1913—1980)              | Джек Левин (1915—2010) | Мел Забарский (1932-)       |                        |

## Нью-йоркский фигуративный экспрессионизм
С рождением абстрактного экспрессионизма в 1950-х годах, Нью-Йорк превзошел Париж как мировой центр искусства. Это движение, подобно американскому фигуративному экспрессионизму, стремилось как к определенному выражению современности, так и к другой послевоенной идентичности. Но в то время как фигуративный экспрессионизм включал в себя гуманизм, сокрытый в рисунке, абстрактный экспрессионизм явно отвергал его. Влияние Хаймана Блума в нью-йоркском движении стало снижаться, из-за разногласии в точках зрения, и критики, такие как Клемент Гринберг, выступали за искусство, которое ссылалось на себя, а не на литературные реликвии, подобные искусству. Тем временем критик и адвокат «Живописи действия» Гарольд Розенберг считал Джексона Поллока идеалом.

### Критика (1930—1960)
«В военные годы и в 1950-е годы, — пишет Джудит Э. Стейн, — широкая публика крайне подозрительно относилась к абстракции, которую многие считали „неамериканской“. Критик Клемент Гринберг успешно оспаривал негативную реакцию общественности на абстракцию. Его попытка пообщаться с нью-йоркскими фигуративистами пятидесятых годов оказалась менее успешной». В 1960 году Томас Б. Хесс писал: "«Новая фигуративная живопись», которую некоторые ждали как ответ против абстрактного экспрессионизма, но он был заложен в ней с самого начала и она является одним из его продолжении».
В 1953 году был основан журнал «Reality» «чтобы защищать право любого художника рисовать любым способом, которым он хочет». Эту миссию поддерживала редакция журнала, в которую входили Изабель Бишоп (1902—1988), Эдвард Хоппер (1882—1967), Джек Левин (1915—2010), Рафаэль Сойер (1899—1987) и Генри Варнум Пур (1888—1970).
Скульптор Филипп Павия стал «партизанским издателем» журнала «It is. Magazine for Abstract Art» (Это. Журнал для абстрактного искусства), который он основал в 1958 году. В открытом письме Лесли Кацу, новому издателю журнала Arts Arts, он писал: «Я умоляю вас помочь представителю изобразительного искусства. Художникам, почти абстракционистам, а не абстракционистам, нужен чемпион в наши дни».
Хотя ни один из этих сторонников фигуративизма не имел такого уровня влияния, как Клемент Гринберг или Гарольд Розенберг, они были признаны критиками радикалами, «представляющими [новое] поколение, для которого фигуративное искусство было в некотором смысле более революционным, чем абстракция». Разговор, о котором вспоминал Томас Б. Хесс, подчеркивал воспринимаемую мощь критика: "Сегодня невозможно нарисовать лицо, назидательно говорил критик Клемент Гринберг примерно в 1950 году. «Это верно, — сказал де Кунинг, — и это невозможно не сделать».
Литературный историк Марджори Перлофф привела убедительный аргумент в пользу того, что стихи Фрэнка О’Хара о произведениях Гараси Хартиган и Ларри Риверса доказали, что «он действительно лучше писал произведения, которые сохраняют хотя бы некоторую форму, чем с чистые абстракции». Грейс Хартиган, Ларри Риверс, Элен де Кунинг, Джейн Фрейлишер, Роберт Де Ниро-старший, Феликс Пасилис, Вольф Кан и Марсия Маркус — художники, откликнувшиеся на «подобный сирены песни, зов природы» О’Хара объяснил он себя в «Nature and New Painting», 1954. Нью-йоркские фигуративные экспрессионисты принадлежат к абстрактному экспрессионизму, утверждал он, указывая, что они всегда занимали сильную позицию против подразумеваемого протокола, «будь то в музее Метрополитен или в клубе художников».

### Ранние фигуративные экспрессионисты (1930—1940)
Куратор Клаус Кертесс из Музея современного искусства Детройта (MOCAD), заметил, что «накануне очищения абстракции от фигуративизма и её подъема на всеохватывающую известность, фигура стала приобретать новую и мощную силу». Эта сила была представлена через миф и духовность Максом Вебером (1881—1961) и Марсденом Хартли (1877—1943). Но он был также представлен с лирической сдержанностью Мильтоном Эвери (1885—1965) и видимой ясностью и прямотой в случае Эдвина Дикинсона (1891—1978).

### Фигуративное искусство во времена абстрактного экспрессионизма (1950-е)
Нью-Йоркский фигуративный экспрессионизм 1950-х годов представлял собой тенденцию, когда «разнообразные нью-йоркские художники противодействовали преобладающему абстрактному способу работы с фигурой». Фигура служила разным целям для разных художников:
- Фигура как основа: для таких художников, как Виллем де Кунинг (1904—1997); Джексон Поллок (1912—1956); Конрад Марка-Релли (1913—2000) — фигура, служила основой для экспрессионистских полотен.
- Влияния старых мастеров: для других, таких как Ларри Риверс (1923—2002); Грейс Хартиган (1922-), их использование фигуры было продиктовано влиянием старых мастеров и исторической живописи .
- Репрезентативная фигура: для многих других фигура служила предметом репрезентативной портретной живописи: Элен де Кунинг (1918—1989); Балкомб Грин (1904—1990); Роберт Де Ниро-старший (1920—1993); Файрфилд Портер (1907—1975); Грегорио Престопино (1907—1984); Лестер Джонсон, (1919—2010 годы); Джордж Макнейл (1909—1995); Генри Горски (1918—2010); Роберт Гудно (1917-); и Эрл М. Пилигрим (1923—1976)
- Стилизованная фигура: наконец, были те, кто использовал фигуру в своих собственных версиях аллегорической или мифической живописи. В этих случаях фигура служила стилистическим элементом, напоминающим немецких экспрессионистов, но с героической шкалой абстрактных экспрессионистов:[28] Среди художников этой категории были: Ян Мюллер (1922—1958); Роберт Бошам (1923—1995), Николас Марсикано (1914—1991), Боб Томпсон (1937—1966), Эцио Мартинелли (1913—1980), Ирвинг Крисберг (1919—2009).

Куратор Музея современного искусства в Детройте (MOCAD) Клаус Кертесс описал историческую траекторию фигуры следующим образом: «На заре сороковых и начале пятидесятых … фигура в роли предвестника консерватизма стала очевидной мишенью для абстракционистской обороноспособности — защитная сила, склонная стирать различия между фигуративными художниками и преувеличивать разницу между фигуративным и нефигуративным. Лишь в конце шестидесятых и начале семидесятых годов фигуре было разрешено вернуться из ссылки и даже претендовать на центральное место».

## Фигуративный экспрессионизм Области залива (1950—1970)
Фигуративное движение, развивавшееся в области залива Сан-Франциско в Калифорнии, считается первым крупным художественным движением, появившимся на Западном побережье. Оно зародилось в Институте искусств в Сан-Франциско, где преподавали или учились многие фигуративные экспрессионисты. Формальной датой фигуративного экспрессионизма считается выставка 1957 года в Оклендском музее, где местные художники, работающие в разных жанрах, изображавшие пейзажи, фигуры и современные декорации, окончательно отвергли чистую абстракцию, которая тогда доминировала на нью-йоркской сцене абстрактного экспрессионизма. Эта выставка, которая называлась «Современная фигуративная живопись области залива», привлекла широкое внимание к тенденции которой были представлены образы в живописной манере, обусловленной богатой и энергичной кистью абстрактного экспрессионизма. Некоторые критики также отметили сотрудничество между художниками в Заливе, когда они переводили абстрактный экспрессионизм в жизнеспособный образный стиль.
Ключевыми фигурами в движении залива были Ричард Дибенкорн (1922—1993), Дэвид Парк (1911—1960) и Элмер Бишофф (1916—1991). Эти трое вместе с Джеймсом Уиксом (1922—1998) считались основателями движения. Они создали художественные работы, которые были сфокусированы на узнаваемых объектах, таких как ландшафт залива. В частности, Парк дал искру художественному движению после того, как его картина джаз-бэнда вызвала ажиотаж в художественном сообществе Сан-Франциско после того, как он был включен в групповую выставку. Его картина 1951 года « Дети на велосипедах» также является символом движения.
| Феофил Браун (1919—2012) | Роллан Петерсен (1926-) |
| Джоан Браун (1938—1992)  | Джоан Саво (1918—1992)  |
| Брюс Макгоу (1935-)      | Хассел Смит (1915—2007) |
| Мануэль Нери (1930-)     | Джеймс Уикс (1922—1998) |
| Натан Оливейра (1928-)   | Пол Уоннер (1920—2008)  |

## Чикагский фигуративный экспрессионизм (1948—1960-е)
«Художник и критик Франц Шульце включил дюжину или около того художников-фигуративвистов в „Список монстров“ — и как отсылку на „ Монстров в пути“, прозвище футбольной команды Чикагского университета». Многие члены этой группы воевали во время Второй мировой войны и посещали Школу Института Искусств Чикаго благодаря поддержке, оказанной Биллом Г. И.. Чикагские фигуративные экспрессионисты 1950-х годов «разделяли глубокую озабоченность экзистенциальным человеческим представлением о сорванной, но неумолимой выносливости». Поэт и искусствовед Картер Рэтклифф сказал: "Чикагцы 1950-х годов никогда не объединялись в группу. Несмотря на всю их несовместимость, их искусство разделяло одну цель: объявить отчуждение художника в терминах, достаточно ясных, чтобы их можно было широко понять».
Леон Голуб (1922—2004) возглавил «Список монстров», написав в 1953 году в защиту фигуративного экспрессионизма статью для College Art Journal, в которой критиковал абстракцию как отрицание человечности Человека, называя её дегуманизированной формой. Другими ключевыми фигурами в наиболее важном вкладе Среднего Запада в американское искусство были Джордж Коэн (1919—1999), Сеймур Рософски (1924—1981) и Х. К. Вестерманн (1922—1981).

## Закат абстрактного экспрессионизма
Ричард Дибенкорн был одним из первых абстрактных экспрессионистов, которые вернулись к фигуративизму до кризиса абстрактного экспрессионизма, но многие другие последовали бы за этим: «В Соединенных Штатах к концу 1950-х … абстрактный экспрессионизм уже не был новым … Кризис абстрактного экспрессионизма теперь освободил многих … художников следовать их давно разочарованной склонности рисовать фигуру», что привело к возрождению американского фигуративного экспрессионизма, вместе с Бостонским экспрессионизмом в его третьем поколении.